# Nicole Fischer
Nicole Fischer (* 2. September 1961) ist eine ehemalige deutsche Fußballspielerin, welche zumeist im Mittelfeld eingesetzt wurde.

## Karriere
Im Verein war sie bei Sportfreunde Schliengen in Schliengen aktiv. Den ersten Einsatz in der deutschen Nationalmannschaft, erhielt sie am 7. September 1983 bei einem 2:0-Sieg über die Schweiz. Hier wurde sie in der 35. Minute für Rosi Eichenlaub eingewechselt. Der nächste Einsatz folgte am 8. Oktober desselben Jahres in der EM-Qualifikation bei einem 1:1 gegen die Niederlande. In dieser Partie kam sie in der 67. Minute für Birgit Offermann auf den Platz. Ihr nächster und gleichzeitig auch letzter Einsatz war am 14. Mai 1988. Erneut spielte sie gegen die Schweiz in der Qualifikation für die bevorstehende Europameisterschaft 1989. Sie kam bei dem 0:0 in der 51. Minute für Christine Fütterer.